# 掛澗車站
掛澗車站（日语：／ Kakarima eki */?）是由北海道旅客鐵道（JR北海道）所經營的鐵路車站，位於日本北海道茅部郡森町，是JR北海道函館本線（砂原支線）沿線的一個無人車站，屬於函館支社的管轄範圍，並由森車站負責管理。

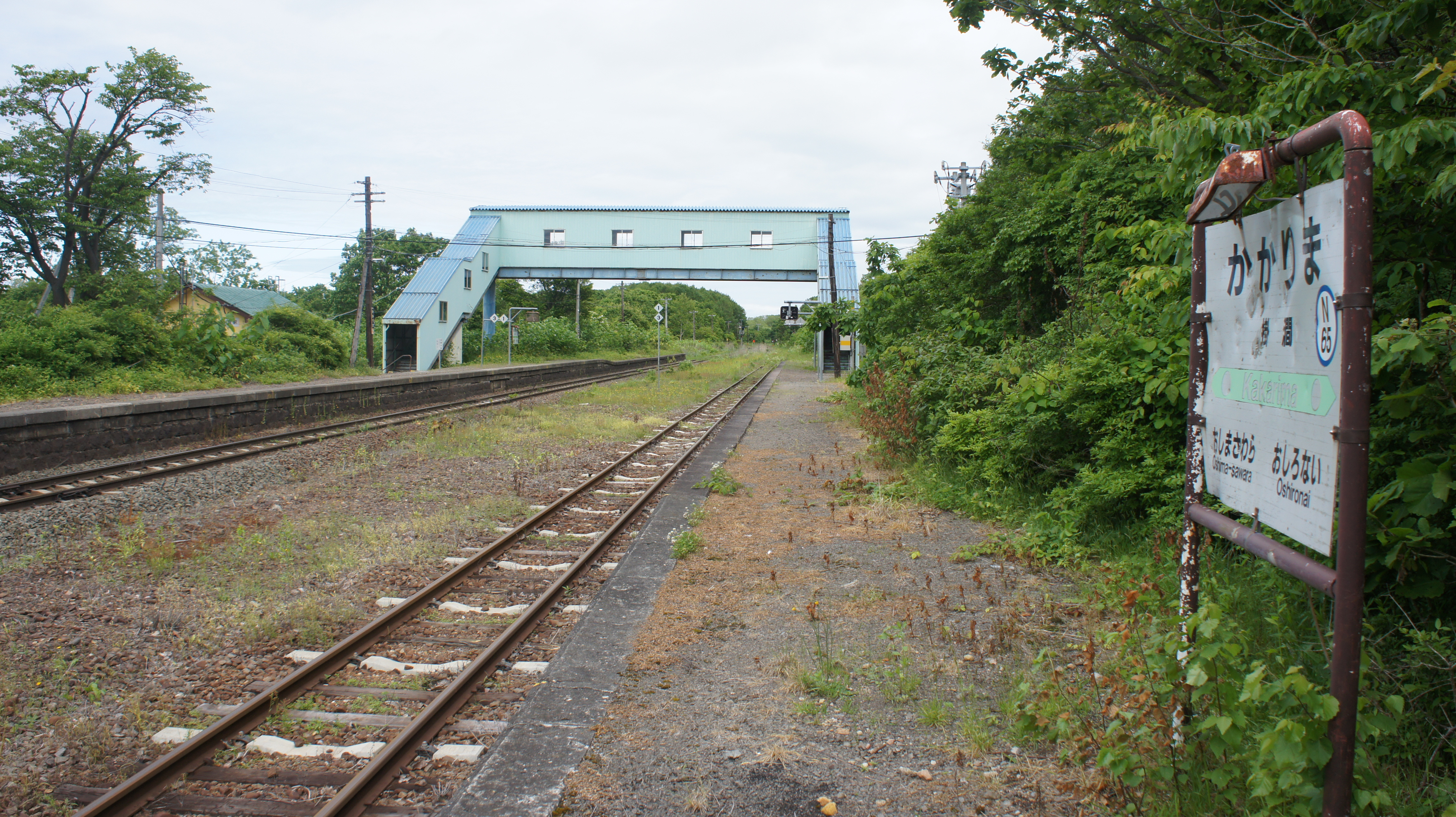
月台(2018年6月)

## 車站構造
站內設有相對式月台一對兩條乘車線，兩月台間以跨站天橋連結。本站並無設置站房，而是以一個小型的候車室作為替代。

## 歷史
本站的歷史最早可以回溯到1927年時，由渡島海岸鐵道所設置，但啟用當時車站的位置與今日並不相同。1945年時渡島海岸鐵道收歸國有，成為日本國有鐵道砂原線，並在今日的站址處設置新站。

## 相鄰車站
北海道旅客鐵道（JR北海道）
■函館本線（砂原支線）
渡島砂原（N66）－掛澗（N65）－尾白內（N64）

### 曾經存在的路線
渡島海岸鐵道
渡島海岸鐵道線
尾白內－尾白內學校裏停留所－押出停留所－掛澗－東掛澗停留所－度杭崎停留所－砂原

## 外部連結
- JR北海道掛澗站 （日語）

42°7′9.16″N 140°38′45.94″E / 42.1192111°N 140.6460944°E